# Доксициклин
Доксицикли́н — полусинтетический антибиотик группы тетрациклинов широкого спектра действия, применяется для лечения инфекционных заболеваний бактериальной этиологии, в частности, при боррелиозе (болезни Лайма).
Входит в ЖНВЛП.
Доксициклин также применяется в ветеринарии и животноводстве.

## Общее описание
Антибиотик доксициклин синтезирован в начале 1960-х. Как и другие препараты группы тетрациклинов, с 1970-х он активно используется в животноводстве как стимулятор роста у животных. В 1990-х было замечено снижение чувствительности микроорганизмов ко всем тетрациклинам, в том числе и у возбудителей инфекционных заболеваний человека. В 2006 году применение антибиотиков в качестве стимуляторов роста в животноводстве было запрещено в Европейском союзе, в 2017 году — в США. После этого в ветеринарии и медицине отмечается восстановление чувствительности микроорганизмов ко всем антибиотикам группы тетрациклина, в том числе к доксициклину.
Лекарственная устойчивость микроорганизмов к доксициклину — перекрёстная с другими антибиотиками тетрациклиновой группы, а также с левомицетином.
Эффективность доксициклина зависит от кислотности среды, оптимум действия находится в значении pH 6,1–6,6.

## Физические свойства
Как и другие тетрациклины, доксициклин — кристаллическое вещество, растворимое в воде.

## Химические свойства
Химические свойства доксициклина такие же, как и у других тетрациклиновых антибиотиков.
Реагирует с катионами многовалентных металлов, борной кислотой, солями оксикарбоновых кислот (глюконовая, яблочная, лимонная и другие), образует с ними нерастворимые комплексы. В сухом виде стабилен, его устойчивость зависит от pH среды.

## Фармакологические свойства

### Фармакодинамика
Оказывает бактериостатическое действие за счёт подавления синтеза белка возбудителей.
Активен в отношении аэробных грамположительных бактерий: Staphylococcus spp. (в том числе штаммы, продуцирующие пенициллиназу), Streptococcus spp. (в том числе Streptococcus pneumoniae), Bacillus anthracis, Listeria monocytogenes; анаэробных бактерий: Clostridium spp.
Доксициклин активен также в отношении аэробных грамотрицательных бактерий: Neisseria gonorrhoeae, Escherichia coli, Shigella spp., Salmonella spp., Enterobacter spp., Klebsiella spp., Bordetella pertussis, а также в отношении Rickettsia spp., Treponema spp., Mycoplasma spp. и Chlamydia spp.
К доксициклину устойчивы Pseudomonas aeruginosa, Proteus spp., Serratia spp., большинство штаммов Bacteroides fragilis.
Доксициклин практически не угнетает нормальную микрофлору кишечника.

### Фармакокинетика
Доксициклин обладает высокой абсорбцией и биодоступностью. Более 90% действующего вещества доксициклина попадает из кишечника в кровь. Он легко связывается с белками плазмы. Период полувыведения препарата составляет около 10 часов. Выводится с мочой (40 %) и калом (за счёт секреции желчи, около 60 %) в неизменённом виде.
Самая высокая концентрация доксициклина наблюдается в глазах. Доксициклин обладает кумулятивным эффектом (накапливается при длительном приёме).

## Применение
Доксициклин применяется при инфекционных заболеваниях, вызванных чувствительными к доксициклину микроорганизмами:
- инфекции органов дыхания и ЛОР-органов;
- инфекции ЖКТ;
- гнойные инфекции кожи и мягких тканей, в том числе угревая сыпь;
- инфекции органов мочеполовой системы: уретриты, гонорея, сифилис;
- болезнь Лайма (клещевой боррелиоз), сыпной тиф, бруцеллез, риккетсиозы, остеомиелит, трахома, хламидиоз, а также анаплазмоз.

### Побочное действие
- Со стороны пищеварительной системы: тошнота, рвота, анорексия, боли в животе, диарея, запор, дисфагия, глоссит, эзофагит, транзиторное повышение содержания в крови печеночных трансаминаз, ЩФ, билирубина.
- Со стороны системы кроветворения: нейтропения, тромбоцитопения, гемолитическая анемия.
- Аллергические реакции: кожная сыпь, зуд, эозинофилия, редко — отек Квинке, фотосенсибилизация.
- Прочие: увеличение остаточного азота, кандидоз, кишечный дисбактериоз, изменение цвета зубов у детей. В некоторых случаях перепады артериального давления.

### Противопоказания
Беременность, детский возраст до 8 лет (возможность образования нерастворимых комплексов с кальцием в костном скелете, эмали и дентине зубов), повышенная чувствительность к тетрациклинам, порфирия, тяжелая печеночная недостаточность, лейкопения, период лактации, миастения (для в/в введения).
Аллергия к тетрациклинам. Тетрациклины, применяемые во время образования и развития зубов, могут приводить к нарушениям их развития, 
которые могут варьировать от стойкого изменения их окраски даже (в крайне тяжелых случаях) к полной задержке их роста. Поэтому, за исключением жизненно важных показаний, не допускается применения тетрациклинов во второй половине беременности, во время кормления грудью, а также у детей ранее 8-го года жизни.
Беременность и лактация
Доксициклин противопоказан к применению при беременности и в период лактации. Доксициклин проникает через плацентарный барьер. Может вызывать необратимое изменение цвета зубов, гипоплазию эмали, подавление роста костей и хрупкость скелета плода, а также развитие жировой инфильтрации печени.
При необходимости применения в период лактации следует прекратить грудное вскармливание.
Частая боль в желудке.

### Особые указания
С осторожностью применяют доксициклин при нарушениях функции печени. При нарушениях функции почек коррекции дозы не требуется.
Для предотвращения местнораздражающего действия (эзофагит, гастрит, ульцерация ЖКТ) рекомендуется прием в дневные часы с большим количеством жидкости, пищей. В связи с возможным развитием фотосенсибилизации необходимо ограничение инсоляции во время лечения и в течение 4—5 дней после него.
Доксициклин не применяют у детей до 8 лет, так как тетрациклины (в том числе доксициклин) вызывают долговременное изменение цвета зубов, гипоплазию эмали и замедление продольного роста костей скелета у данной категории пациентов.
Раствор доксициклина для в/в введения следует использовать не позднее 72 ч после его приготовления.

### Лекарственное взаимодействие
Препараты, содержащие ионы металлов (антациды, препараты, содержащие железо, магний, кальций), образуют с доксициклином неактивные хелаты, в связи с чем необходимо избегать их одновременного назначения.
При одновременном применении с барбитуратами, карбамазепином, фенитоином концентрация доксициклина в плазме крови снижается в связи с индукцией микросомальных ферментов печени, что может быть причиной уменьшения его антибактериального действия.
Необходимо избегать комбинации с пенициллинами, цефалоспоринами, оказывающими бактерицидное действие и являющимися антагонистами бактериостатических антибиотиков (в том числе доксициклина).
Абсорбцию доксициклина снижают антациды, содержащие алюминий, магний и кальций, пища, содержащая кальций (молоко, творог), препараты железа, гидрокарбонат натрия, магнийсодержащие слабительные, колестирамин и колестипол.
В связи с подавлением кишечной микрофлоры доксициклин снижает протромбиновый индекс, что требует коррекции дозы непрямых антикоагулянтов.
Прием доксициклина снижает надежность контрацепции и повышает частоту прорывных кровотечений на фоне приема эстрогенсодержащих пероральных контрацептивов.
Одновременное применение ретинола способствует повышению внутричерепного давления.

## Применение в ветеринарии
Препарат предназначен для лечения молодняка крупного рогатого скота, свиней и птиц с заболеваниями, возбудители которых чувствительны к компонентам препарата. В ветеринарии используется как в однокомпонентном виде, так и в комбинации с другими антибиотиками. Препарат эффективен при лечении животных и птиц с заболеваниями органов дыхания, желудочно-кишечного тракта и мочеполовой системы, септицемией, колибактериозом, сальмонеллезом, стрептококкозом, рожей, бактериальной и энзоотической пневмонией, хламидиозом, синдромом ММА, артритом, пододерматитом и другими болезнями.
Активность доксициклина позволяет снизить повреждения воспалительного характера, затрагивающие легкие, но без риска подавления репликации вакцинного штамма ИБК в кишечнике и без риска нарушения формирования поствакцинального иммунитета.
Препарат не стоит применять для лечения лошадей, кошек и собак. Противопоказано применение препарата животным с тяжелыми нарушениями функций печени и почек. Запрещается применение препарата для лечения животных во второй половине беременности, лактирующим животным, курам-несушкам в период яйцекладки и коровам.
Убой животных на мясо разрешается не ранее, чем через 14 суток после последнего применения препарата. Относится к IV классу (вещества малоопасные).

## Документы
- Реестровая запись ФС-001054 : Доксициклин // Государственный реестр лекарственных средств. — Минздрав РФ, 2015. — 24 марта.
- Регистрационное удостоверение ЛП-005729 : Доксициклин // Государственный реестр лекарственных средств. — Минздрав РФ, 2019. — 16 августа.
- Усманова, А. А. Инструкция по медицинскому применению лекарственного препарата Доксициклин Экспресс : ЛП-005729-160819 / ООО «Фармстандарт-лексредства». — Министерство здравоохранения Российской Федерации, 2019. — 16 августа. — 10 с.